# Imigração coreana no Brasil
A imigração coreana no Brasil teve seu início oficial em 23 de fevereiro de 1963. Anteriormente, há registros de cidadãos coreanos imigrantes, especialmente pequenos grupos familiares chegados na década de 1950. Os primeiros registros remontam a 1918, quando os primeiros coreanos teriam aportado no Brasil. Eram apenas seis pessoas que vieram visitar o país e não retornaram. Atualmente estima-se cerca de 50 mil coreanos e descendentes no Brasil. Os coreanos são um dos grupos de imigrantes a vir mais recentemente ao país. Cerca de 92% habitam o estado de São Paulo. Destes, 90% residem e trabalham na capital paulista.

## A presença coreana em São Paulo
Os primeiros imigrantes coreanos que chegaram na cidade de São Paulo no início dos anos 1960 se instalaram na Baixada do Glicério. Ali moraram e abriram seus negócios. Com o passar do tempo, a comunidade começou a mudar seu comércio para tradicionais bairros, como o Brás. O bairro preferido dos coreanos para morar passou a ser a Aclimação. Na década de 1990, o comércio atacadista e de produtos mais baratos se fixou no Brás, enquanto as lojas das confecções coreanas voltadas para a moda feminina mudaram-se para o Bom Retiro, estima-se que 80% dos coreanos instalados no Brasil trabalhem com roupas e que de cada três peças de moda feminina feitas no Brasil, uma delas é feita por empresa da comunidade coreana, onde atualmente vivem aproximadamente 40 mil deles. Por ter os seus negócios naquele bairro, boa parte da comunidade coreana mudou também suas residências para o Bom Retiro, que hoje é um bairro formado também por coreanos, além de outras comunidades como os judeus, árabes e gregos.

## A presença coreana no Paraná
Os coreanos no Paraná chegaram a partir de 1967 e foram instalados na localidade de Santa Maria, núcleo localizado no quilômetro 144 da Rodovia do Café, no município de Tibagi, na região dos Campos Gerais. Os coreanos de Tibagi saíram do porto de Busan, na Coreia do Sul, em novembro de 1965, e em janeiro de 1966 chegaram ao porto de Paranaguá. Do porto, os imigrantes seguiram para Castro, onde foram alojados no quartel do Exército até seguirem para a Colônia Coreana Santa Maria. Outros coreanos, em menor número, chegaram ao estado na última década, concentrando-se mais nas grandes cidades como Curitiba, Londrina e Foz do Iguaçu.</ref>

## A presença coreana no Ceará
A migração coreana no Ceará se intensificou com a instalação da CSP a partir do ano de 2011 no Porto do Pecém. O empreendimento contava com 50% de capital de empresas sul-coreanas, sendo 30% da Dongkuk Steel e 20% da POSCO, o que trouxe significativa mão de obra sul-coreana. 